# Remoray-Boujeons
Remoray-Boujeons ist eine französische Gemeinde mit 456 Einwohnern (Stand: 1. Januar 2022) im Département Doubs in der Region Bourgogne-Franche-Comté.

## Geographie
Remoray-Boujeons liegt auf 916 m über dem Meeresspiegel, etwa 17 Kilometer südwestlich der Stadt Pontarlier (Luftlinie). Die Doppelgemeinde erstreckt sich im Jura, in einer Längsmulde westlich des Lac de Remoray und des Doubstals auf der Südabdachung der Höhe der Grand-Côte.
Die Fläche des 15,15 km² großen Gemeindegebiets umfasst einen Abschnitt des französischen Juras. Der zentrale Teil des Gebietes wird von der Längsmulde von Boujeons eingenommen, die gemäß der Streichrichtung des Faltenjuras in dieser Region in Richtung Südwest-Nordost orientiert ist. Sie wird durch den Bach Drésine nach Nordosten zum Lac de Remoray entwässert, der die östliche Abgrenzung des Gemeindebodens bildet. Flankiert wird die Längsmulde auf ihrer Südseite von den waldigen Höhen von Bois de la Pila (bis 1050 m), Bois de la Roche und Forêt des Buclées. Auch auf der Nordseite befinden sich Höhenrücken mit ausgedehnten Wäldern: Grand-Côte, Bois de Chargebin (1083 m) und Bois des Loges (1151 m). Es gibt hier keine oberirdischen Fließgewässer, weil das Niederschlagswasser im verkarsteten Untergrund versickert. Im äußersten Westen wird im Bereich des zum Haute Joux zählenden Waldgebietes Forêt du Prince mit 1166 m die höchste Erhebung von Remoray-Boujeons erreicht. Das Gemeindegebiet ist Teil des Regionalen Naturparks Haut-Jura (frz.: Parc naturel régional du Haut-Jura).
Die Doppelgemeinde besteht aus den beiden Ortsteilen Remoray (907 m) auf einer Verebnungsfläche westlich des Lac de Remoray und Boujeons (968 m) im Tal der Drésine sowie verschiedenen Einzelhöfen. Nachbargemeinden von Remoray-Boujeons sind Vaux-et-Chantegrue im Norden, Labergement-Sainte-Marie im Osten, Brey-et-Maison-du-Bois, Gellin und Sarrageois im Süden sowie Rondefontaine und Mignovillard im Westen.

## Geschichte
Die Doppelgemeinde entstand durch die Fusion der beiden vorher selbständigen Gemeinden Remoray und Boujeons am 1. Januar 1973. Heute ist Remoray-Boujeons Mitglied des Gemeindeverbandes Lacs et Montagnes du Haut-Doubs.

## Sehenswürdigkeiten

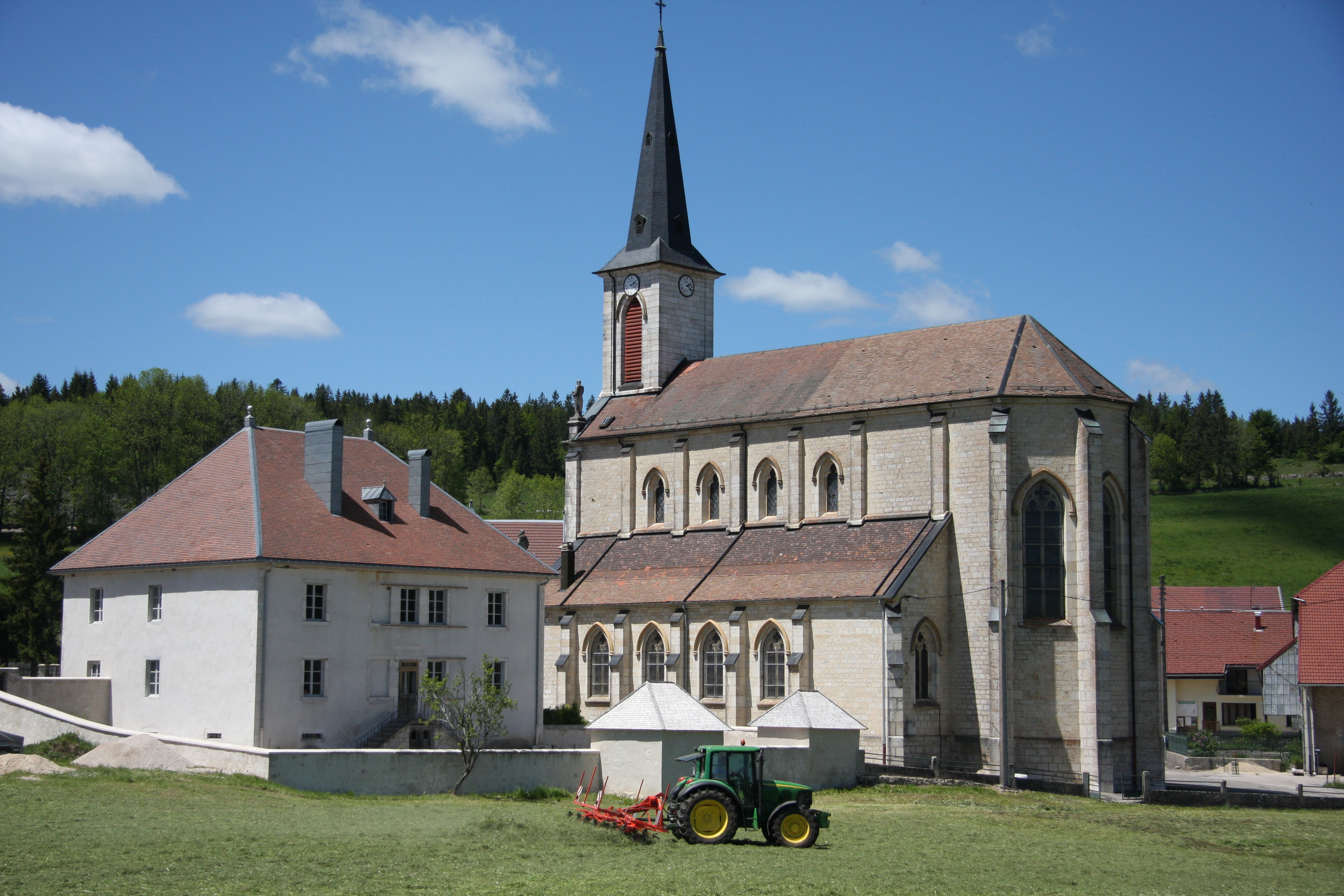
Kirche Sainte-Anne

Am Dorfplatz von Remoray bilden die Kirche Sainte-Anne, das Pfarrhaus und das Rathaus (Mairie) ein Ensemble. Die Kirche von Boujeons stammt ursprünglich aus dem Jahr 1620, wurde jedoch im 19. Jahrhundert weitgehend neu erbaut.

## Bevölkerung
| Jahr                       | 1962 | 1968 | 1975 | 1982 | 1990 | 1999 | 2006 | 2016 |
| Einwohner                  | 270  | 256  | 220  | 184  | 210  | 284  | 316  | 429  |
| Quellen: Cassini und INSEE |      |      |      |      |      |      |      |      |

Mit 456 Einwohnern (1. Januar 2022) gehört Remoray-Boujeons zu den kleinen Gemeinden des Départements Doubs. Nachdem die Einwohnerzahl in der ersten Hälfte des 20. Jahrhunderts deutlich abgenommen hatte (1886 wurden noch 359 Personen gezählt), wurde seit Beginn der 1980er Jahre wieder ein Bevölkerungswachstum verzeichnet.

## Wirtschaft und Infrastruktur
Remoray-Boujeons war bis weit ins 20. Jahrhundert hinein ein vorwiegend durch die Landwirtschaft, insbesondere Milchwirtschaft und Viehzucht, sowie durch die Forstwirtschaft geprägtes Dorf. Daneben gibt es heute einige Betriebe des lokalen Kleingewerbes, darunter eine Käserei, Sägereien und mechanische Werkstätten. Mittlerweile hat sich das Dorf auch zu einer Wohngemeinde gewandelt. Viele Erwerbstätige sind Wegpendler, die in den größeren Ortschaften der Umgebung ihrer Arbeit nachgehen.
Die Ortschaft liegt abseits der größeren Durchgangsstraßen an einer Departementsstraße, die von Labergement-Sainte-Marie nach Les Pontets führt. Weitere Straßenverbindungen bestehen mit Mignovillard und Gellin.